# Fodina ostorius
Fodina ostorius là một loài bướm đêm trong họ Noctuidae.